# Cook, South Australia

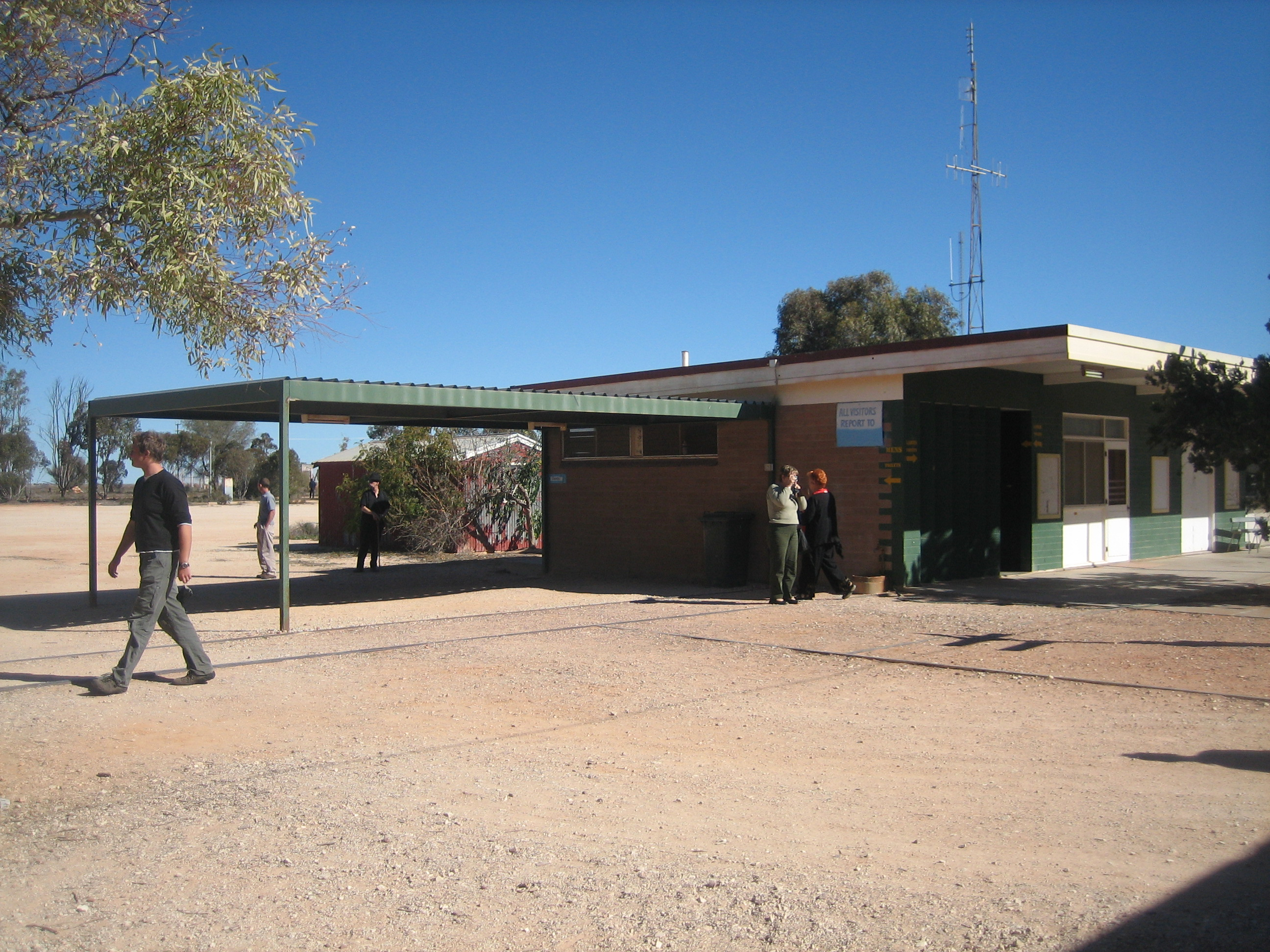
Gara

Cook este o localitate din Australia, pe linia de cale ferată Indian-Pacific Railway, cu o lungime de 2.700 km, care leagă Adelaide de Perth.
Localitatea constă din câteva case, o gară și depozite de combustibil pentru locomotive. Liniile secundare pot să gareze trenuri până la o lungime de 1800 m. Localitatea Cook a fost întemeiată în anul 1917, fiind denumită după numele primului ministru Joseph Cook.
După ce calea ferată a fost privatizată, așezarea a fost abandonată, deoarece noii proprietari ai liniei n-au mai avut nevoie de întregul depozit de carburanți ci numai de un rezervor de motorină și de un cămin pentru muncitori. Spitalul local a fost închis, iar magazinul este deschis numai pe timpul staționării trenurilor în gară. Mai există două piste de aterizare, care sunt folosite ocazional numai de avioane mici.
Cook este singurul loc de oprire al trenului de pasageri în deșertul Nullarbor. În prezent (2010) localitatea are numai patru locuitori permanenți, din care cauză este considerat oraș-fantomă.
Pe vremea când orașul era locuit, apa potabilă era asigurată prin pompare din stratul freatic, în prezent este adusă cu trenul. Datorită locației în deșert nu au putut fi plantați pomi sau altă vegetație.
Calea ferată care trece prin localitatea Cook este cel mai lung tronson de linie dreaptă, din lume, cu o lungime de 478 km.
Cook este singurul loc de oprire al trenului de pasageri în deșertul Nullarbor. În prezent (2010) localitatea are numai patru locuitori permanenți, din care cauză este considerat oraș-fantomă. Calea ferată care trece prin localitatea Cook este cel mai lung tronson de linie dreaptă, din lume, cu o lungime de 478 km.